# Kiwaczek idzie do szkoły
Kiwaczek idzie do szkoły / Czeburaszka idzie do szkoły (oryg. Чебурашка идет в школу) – radziecki film animowany z 1983 roku w reżyserii Romana Kaczanowa. Czwarty z filmów o Kiwaczku.

## Opis fabuły
Krokodyl Gienia dowiaduje się, że Czeburaszka nie umie czytać. Na szczęście, następnego dnia jest pierwszy września – kalendarzowy dzień szkoły. Giena postanawia wziąć Czeburaszka na lekcje i kupić mu mundurek szkolny. Po nieudanej próbie zakupu, idą na zajęcia. Tam dowiadują się, że szkoła jest zamknięta z powodu remontu. Szapoklak wykorzystuje Lariska i zmusza robotników do przyśpieszenia prac remontowych. W szkole nie ma wystarczającej liczby nauczycieli, na szczęście Giena i Szapoklak zgłaszają się na ochotników i zostają nauczycielami.

## Obsada (głosy)
- Wasilij Liwanow jako Krokodyl Giena
- Kłara Rumianowa jako Kiwaczek
- Gieorgij Burkow
- Jurij Andriejew

## Wersja polska
Wersja polska: Studio Opracowań Filmów w Łodzi

Reżyseria: Czesław Staszewski

Dialogi: Elżbieta Marusik

Dźwięk: Anatol Łapuchowski

Montaż: Henryka Gniewkowska

Kierownictwo produkcji: Edward Kupsz

Źródło: